# Leptostylus dentatus
Leptostylus dentatus es una especie de escarabajo longicornio del género Leptostylus, categorizada en la tribu Acanthocinini, de la subfamilia Lamiinae. Fue descrita por Monné & Santos-Silva en 2022.

## Descripción
Mide 7,8-9,9 mm de longitud.

## Distribución
Se distribuye por Bolivia.